# Anna Sophie Okkels
Anna Sophie Okkels (født 23. marts 1990) er en dansk håndboldspiller, der pr. 2011 spiller for Silkeborg-Voel KFUM og for Danmark, hvor hun debuterede på A-landsholdet i 2007.
Hun blev indskiftet i Landsholdstruppen til VM 2015 i Danmark d. 7/12 2015 i stedet for en korsbåndsskadet Lotte Grigel.